# Marc Gouiffe à Goufan
Marc Gouiffe à Goufan (Binguela, 1984. április 12. –) kameruni labdarúgóhátvéd.